# Bit (película)
Bit es una película de vampiros de 2019 escrita y dirigida por Brad Michael Elmore. La película está protagonizada por Nicole Maines como Laurel, una niña que se convierte en vampiro mientras pasa el verano con su hermano.

## Argumento
Una vampira lleva a su novio humano a su casa y le explica cómo funcionan los vampiros. Planeando comenzar una nueva vida con él, la mujer convierte a su novio en un vampiro también. Sin embargo, son atacados por el aquelarre de mujeres, liderado por su matriarca, Duke. Duke mata al hombre frente a su amante, declarando su decreto de que no tendrán hombres en sus filas, antes de encerrar a la mujer como castigo.
Laurel (Nicole Maines), una mujer trans de dieciocho años, se muda a Los Ángeles después de graduarse de la escuela secundaria, en busca de un nuevo comienzo después de la transición. Se muda con su hermano, Mark (James Paxton), con quien no ha estado cerca en años. En su primera noche en la ciudad, Laurel y Mark van a pasar una noche en la ciudad, donde Laurel termina asistiendo a un club dirigido por Duke. Allí, Laurel conoce a una joven directora de videos musicales, Izzy (Zolee Griggs), miembro de la pandilla de vampiros de Duke, y la propia Duke, forma una fijación con Laurel. Izzy invita a Laurel a una fiesta, donde un hombre mayor los sigue, mientras que Duke atrae a dos hombres para que se alimenten y revela que uno es un violador al que está cazando.
Durante su estadía, Izzy, muerde y transforma a Laurel, mientras Duke le revela a Laurel lo que son. Duke arroja a Laurel del techo de su club con la oferta de ser parte de su aquelarre; Laurel sobrevive, pero a la mañana siguiente está aturdida y no puede consumir alimentos regulares, lo que preocupa a Mark. Duke y su pandilla llegan más tarde a la casa de Laurel y Mark, y llevan a Laurel a explicarse. Duke explica cómo usa a su pandilla para castigar a las mujeres que lo merecen y empoderar a las mujeres con la prohibición de convertir a los hombres. Duke intenta que Laurel acepte el cambio y mate a uno de los muchos cazadores de vampiros que persiguen a su grupo, pero Laurel, aterrorizada, huye. El grupo es atacado por el resto de los cazadores y su líder mata a los demás según los deseos de su "maestro", exigiendo la liberación de dicho maestro. Laurel, al escuchar el ataque, mata al cazador líder.
Posteriormente, Laurel se entera del pasado de Duke; de joven, Duke se fugó hace décadas y se convirtió en prostituta y fiestera; Duke terminaría conociendo a Vlad, un maestro de vampiros y playboy, quien se apoderó de la mente de Duke, convirtiéndola en una de sus muchas esclavas sexuales vampíricas durante décadas. Duke recuperó su control cuando Vlad fue atacado por sus enemigos, aparentemente destruyéndolo, pero Vlad todavía estaba vivo a través de su corazón indestructible que aún latía. Es a través de este corazón que Vlad no solo controla a los cazadores de vampiros para tratar de liberarlo, sino que Duke se alimenta del corazón para obtener parte del poder de Vlad. La experiencia le enseñó a Duke que no se podía confiar en los hombres con el poder que tenía Vlad.
Después de que Duke la corteja, Laurel termina uniéndose al aquelarre. Después de ver el exterminio de los cazadores de vampiros restantes, Laurel se ve arrastrada al estilo de vida de los vampiros y se convierte en un elemento con Izzy. A pesar de esto, Laurel encuentra su moral en conflicto con la de Duke; Es en este momento que Laurel se entera de que una de las novias leales de Vlad está encarcelada debajo del club (dicha novia era la mujer que Duke encerró en la apertura de la película). Laurel se encuentra cada vez más en conflicto por ser un vampiro, especialmente a medida que se aleja de Mark y su familia. Esto también ha llevado a que Laurel se niegue a alimentarse. Laurel y Duke comienzan a volverse hostiles, cuando Duke mata a una mujer que Laurel también rechaza.
Cuando Laurel regresa a casa, se entera de que un amigo suyo intentó suicidarse y discute con Mark sobre cómo ha estado descuidando a sus amigos y familiares y el efecto que tiene en ellos. Laurel, emocionalmente devastada y hambrienta de sangre, ataca y muerde a Mark, lo que hace que se convierta lentamente en un vampiro. Aterrorizada, Laurel acude al grupo de Duke en busca de ayuda, donde Duke planea matar a Mark de acuerdo con sus reglas. Acorralada en un rincón, Laurel libera a la novia de Vlad para distraer a Duke; a su vez, la novia libera al propio Vlad, quien inmediatamente la drena. Vlad toma el control de las chicas y revela que Duke ha estado usando su poder para manipular a las chicas para que tomen acciones más despiadadas, y reprende a Duke por ser desagradecida con él. Vlad tiene la intención de recuperar su antiguo poder después de matar a Duke, pero Laurel se enfrenta a Vlad prendiéndole fuego. Laurel luego lleva a las otras chicas a destruir el cuerpo de Vlad.
Duke intenta tomar el corazón de Vlad, pero Laurel se lo arrebata. Al decidir que Duke se ha convertido en lo que ella predicó, las otras chicas se vuelven contra ella por Laurel, encerrando a Duke en su propia prisión por el momento. Con Laurel tomando el control del aquelarre, recluta a Mark en forma de vampiro y se disculpa por su comportamiento tóxico y negligencia. Laurel decide compartir el poder que Duke no compartiría, liderando a los vampiros para que se alimenten del corazón de Vlad, comenzando un liderazgo más justo.

## Reparto
- Nicole Maines como Laurel
- Diana Hopper como Duke
- James Paxton como Mark, el hermano de Laurel
- M. C. Gainey como Enoch
- Jimmy Jagger como Cody
- Zolee Griggs como Izzy
- Greg Hall como Vlad

## Recepción
En el sitio web del agregador de reseñas Rotten Tomatoes, la película tiene un índice de aprobación del 91% basado en 11 reseñas críticas y una calificación promedio de 7.2/10.
Según Variety, "coquetea con varios puntos de identificación (trans, lésbica, feminista) sin darles mucha importancia, más allá de la credibilidad automática que significará para algunos espectadores colocar un sello LGBTQ en los tropos de género".